# Шередеју (Салаж)
Шередеју (рум. Șeredeiu) насеље је у Румунији у округу Салаж у општини Хороату Краснеј. Oпштина се налази на надморској висини од 324 m.

## Становништво
Према подацима из 2002. године у насељу је живело 326 становника, од којих су сви румунске националности.